# Heather Paige Kent

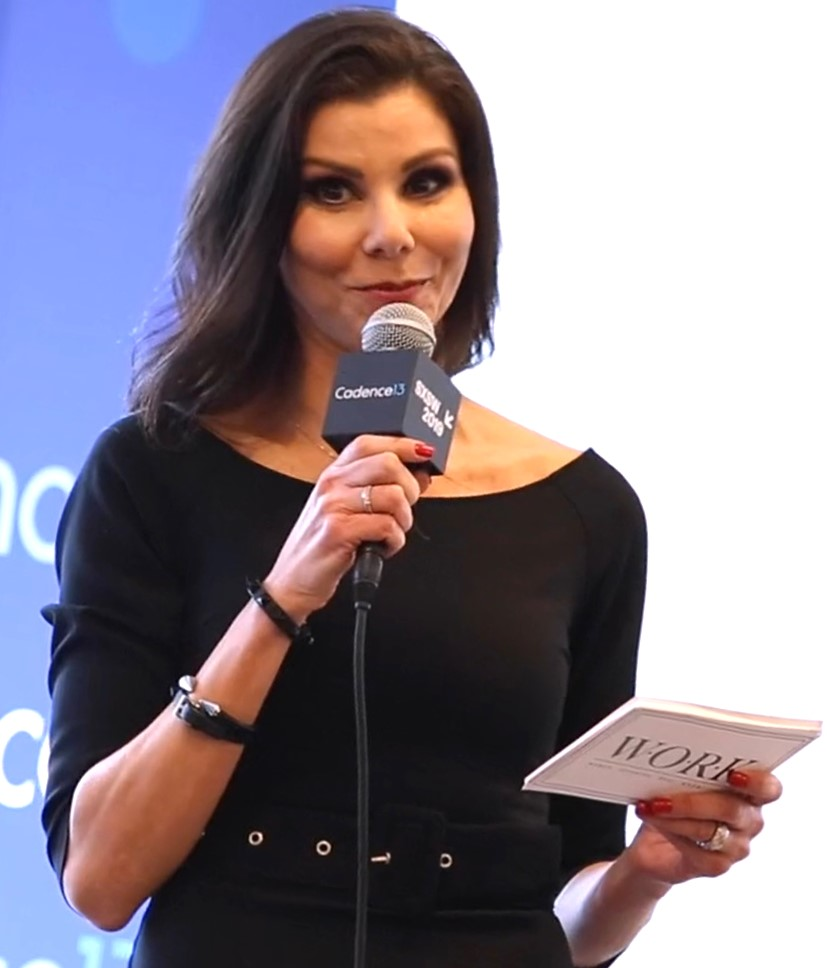
Heather Paige Kent, 2019

Heather Paige Kent (* 5. Januar 1969 in Bronx, New York, NY) ist eine US-amerikanische Schauspielerin.

## Leben
Kent wuchs in Chappaqua im US-Bundesstaat New York auf. Sie wurde 1989 „Miss Greater Syracuse“ sowie „Miss Congeniality“ und absolvierte 1990 die Syracuse University.
Im Jahr 1997 trat sie in der Fernsehserie Jenny auf. In den Jahren 2000 bis 2002 spielte sie in der Fernsehserie That’s Life eine der Hauptrollen, sie komponierte für die Serie ebenfalls das Thema Learnin’ As I Go.
Kent ist seit 1999 mit Terry Dubrow verheiratet und hat vier Kinder.

## Filmografie
- 1994: Roseanne and Tom: Behind the Scenes (Fernsehfilm)
- 1997: Jenny (Fernsehserie)
- 2000–2002: That’s Life (Fernsehserie)
- 2002: Now You Know
- 2002: Meine ersten zwanzig Millionen (The First $20 Million Is Always the Hardest)